# Sergej Kostěnko
Sergej Valerjevič Kostěnko (* 20. dubna 1963, Moskva, RSFSR, SSSR) je ruský podnikatel, spolumajitel a vedoucí ruské pobočky společnosti Space Adventures podnikající na poli komerčních kosmických letů.

## Život
Sergej Kostěnko pochází z ruské metropole Moskvy, roku 1985 absolvoval Gubkinův moskevský institut ropy a plynu (Московский институт нефти и газа имени Губкина). Po škole pracoval ve Všesvazovém vědeckovýzkumném institutu ropného strojírenství (ВНИИ нефтяного машиностроения).
V 90. letech se dal na podnikání. Na přelomu let 1992/1993 byl generálním ředitelem firmy Ritm, produkující tabákové výrobky, v letech 1996–1998 byl generálním ředitelem společnosti Latrek, dovážející do Ruska kávu, tabákové výrobky a produkty firmy Disney.
Roku 1998 založil společnost Kosmopolis XXI, která organizovala komerční využití prostředků Střediska přípravy kosmonautů. Zákazníci mohli okusit let stíhacími MiGy, stav beztíže při letech upraveným Il-76, přetížení na centrifuze. Záhy se dostal do kontaktu s americkým podnikatelem Ericem Andersonem jehož společnost Space Adventures se pohybovala ve stejném oboru. Roku 2000 se Kosmopolis XXI včlenil do Space Adventures a Kostěnko převzal vedení ruské pobočky spojeného podniku.
V dubnu 2004 byl podle dohody mezi Space Adventures a Roskosmosem vybrán mezi členy záložní posádky kosmické lodi Sojuz TMA-5. V posádce byl náhradníkem vesmírného turisty Gregory Olsena, plánovaného člena 7. návštěvní expedice na Mezinárodní vesmírnou stanici s formálním statusem účastníka kosmického letu. V červnu 2004 byl však Olsen lékaři vyřazen z přípravy a tak i Kostěnko přerušil výcvik, přičemž do 7. návštěvní expedice byl zařazen Jurij Šargin. Po zlepšení Olsenova zdravotního stavu se oba v červnu 2005 k přípravě vrátili, nyní ovšem jako členové hlavní a záložní posádky Sojuzu TMA-7 a 9. návštěvní expedice. Olsenův let proběhl v říjnu 2005.
Sergej Kostěnko je rozvedený, má syna.